# Alberto Héber Usher
Pour les articles homonymes, voir Usher (homonymie).
Alberto Héber Usher, né le 1er mai 1918 à Montevideo et mort en 1981, est un homme d'État uruguayen.
Il est le président de l’Uruguay du 1er mars 1966 au 28 février 1967 (Conseil national du gouvernement).

## Biographie
Membre du Parti national, il est le dernier président du Conseil national du gouvernement.